# 小行星9729
小行星9729（英語：9729）是一颗围绕太阳公转的小行星。1981年9月7日，安東寧·姆爾科斯在克列特发现了此天体。
这颗小行星的绝对星等为28.82588873700493等。